# ʿĀʾisha
ʿĀʾisha bint Abī Bakr, talvolta citata in italiano come Aiscia (in arabo عائشة بنت أبي بكر‎?, detta Umm al-Muʾminīn, "Madre dei credenti"; La Mecca, 613 o 614 circa – Medina, 13 luglio 678 o 679), è stata la figlia di Abū Bakr, primo califfo dell'Islam, e, in seguito, la più importante sposa del profeta Maometto.
Si dice che a insistere per questo sposalizio fosse stata Khawla bt. Ḥakīm, moglie di ʿUthmān b. Maẓʿūn, che desiderava far superare al profeta lo stato di profonda prostrazione psicologica causatogli dalla morte dell'amata moglie Khadīja nel 619. La donna sollecitò quindi il matrimonio di Maometto con la ventisettenne Sawda bt. Zamʿa (rimasta vedova del marito, morto in Abissinia, dove s'era recato con la Piccola Egira); per motivi inizialmente politici organizzò anche il matrimonio del Profeta con la piccola ʿĀʾisha, figlia di sei o sette anni del migliore amico del profeta. In ambito islamico si aggiunge che a determinare definitivamente il matrimonio con Muhammad fu una visione del Profeta dell'arcangelo Gabriele che gli comandava di sposarla (anche se non ne avesse avuto alcun desiderio). La tradizione sufi afferma che il movimento nacque da fedeli musulmani e compagni del Profeta (detti ahl al-ṣuffa, cioè "quelli della panca" perché aspettavano lavoro dagli imprenditori di Medina) che si riunivano per recitare il dhikr nella moschea del Profeta (di fronte alla stanza della moglie Aisha) a Medina.

## Controversie
ʿĀʾisha era una bambina al momento della celebrazione del matrimonio; il primo rapporto sessuale fu consumato pochi anni dopo, all'età di 9 anni. Nell'attesa, Maometto l'avrebbe fatta giocare con le bambole che la bimba aveva portato con sé. 
Da questo matrimonio non nacquero figli.
Secondo attestazioni di diversi e molteplici ḥadīth, ʿĀʾisha aveva 6 anni in occasione del suo matrimonio formale e 9 anni al momento della prima consumazione e fu con lui fino alla sua morte nel 632, quando aveva 18 anni mentre secondo qualche altro hadith ʿAʾisha aveva 7 anni quando contrasse il matrimonio e 10 quando lo consumò.
Secondo la maggior parte delle fonti, tra cui la sunnah sahih bukhari e sahih Muslim oltre a al-Tabari (considerato il più accurato annalista islamico dagli studiosi orientalisti) all'età di sei anni sarebbe stata data in sposa a Maometto che aveva poco più di 50 anni, divenendo la terza moglie e la favorita del profeta della religione islamica. Una fonte la vuole invece sposata a 10 anni con consumazione a 15, quindi adolescente e sessualmente matura.
L'età di ʿĀʾisha costituisce un problema particolare per molti non-musulmani contemporanei che deprecano il fatto che Maometto abbia avuto relazioni sessuali con una bambina, fatto che alla luce dei criteri morali contemporanei è ovviamente inaccettabile.
In particolare, Colin Turner, professore medievista e iranista della britannica Durham University, dichiarò che la consumazione del rapporto quando ʿĀʾisha era così giovane non era una cosa straordinaria in quell'epoca e in quella cultura. Le relazioni sessuali fra un uomo maturo e una ragazzina così giovane erano - e sarebbero tuttora - un costume diffuso fra i beduini, al pari di molte altre culture del mondo. Turner scrisse inoltre che in numerosi testi islamici si dice che gli Arabi raggiungessero la pubertà in un'età precoce.
La studiosa finlandese Hilma Granqvist lavorò nel villaggio palestinese di Arṭās negli anni venti del XX secolo e raccolse dati antropologici rilevanti, studiando da vicino le tradizioni matrimoniali degli Arabi palestinesi, che erano e sono tuttora anche cristiani. Grandqvist aveva studiato le classi di età delle donne, parlando della fascia d'età di ragazze di 12-14 anni, "in età di matrimonio," identificata con l'espressione araba miǧwiz(i) o ʿezz ǧizte, parlando inoltre di quelle ragazze che "hanno un bimbo in grembo senza essere completamente sviluppate [fisicamente]": segno dell'età estremamente precoce in cui si tendeva a consumare il matrimonio.

## La rivalità con ʿAlī
Dotata di carattere impulsivo, che non temeva neppure il confronto con Maometto, quando questi si mostrava nella sua semplice veste di marito, ʿĀʾisha aveva un pessimo rapporto con ʿAlī ibn Abī Ṭālib, cugino di Maometto. Il tutto viene fatto risalire a un episodio che li vide entrambi attori.
Nel corso di un trasferimento in carovana lungo un tracciato che si dipanava in ambiente desertico, la moglie di Maometto - ancora giovinetta - si era attardata perdendo tempo nella ricerca dei grani di una collana il cui filo le si era in quell'occasione spezzato.
Senza accorgersi della sua assenza (le donne viaggiavano al chiuso di baldacchini issati sul dorso di un dromedario) la carovana era però ripartita e ʿĀʾisha fu salvata da morte sicura solo dal provvido intervento di un giovane beduino che la riportò al marito diversi giorni dopo. Il fatto che i due giovani fossero stati insieme senza alcun controllo per tanto tempo e l'avvenenza di entrambi generarono ovvie malignità. ʿAlī suggerì allora al cugino che ripudiasse la moglie, per evitare di essere danneggiato da quei sospetti, ma Maometto disse di aver interpellato mentalmente l'Angelo Gabriele che assolse la moglie del Profeta da qualsiasi sospetto di possibile adulterio. Da qui, però, il rancore della donna e la sua indomita avversione per il cugino del marito.

## Storia della divisione delle tre confessioni islamiche
Il quarto califfo ʿAlī b. Abī Ṭālib, sospettato da alcuni di essere il mandante dell'uccisione di ʿUthmān, il terzo califfo, si scontrò nel 656 con Aisha, moglie del Profeta Maometto, e sconfisse il movimento di opposizione da lei organizzato nella battaglia del Cammello (da notare che i musulmani della fazione di Aisha non avevano alcun problema ad avere un capo donna, vedi Movimenti liberali nell'Islam).
ʿĀʾisha partecipò alla ribellione contro ʿAlī ibn Abī Ṭālib insieme a due dei principali Compagni della prima ora di Maometto, Talha ibn ʿUbayd Allāh e al-Zubayr ibn al-ʿAwwām che furono però sconfitti dal califfo nella cosiddetta Battaglia del Cammello. Malgrado tutto ʿAlī non volle maltrattare la vedova del cugino e le fece avere una pensione, pur costringendola di fatto a vivere per il resto della sua vita lontano dalla vita pubblica, nella virtuale "prigionia" dorata della casa di Maometto, luogo anche della sepoltura del Profeta. 
Poi ʿAlī affrontò Muʿāwiya, governatore della Siria e capoclan degli Omayyadi, di cui faceva parte anche il califfo assassinato: gli eserciti dei due avversari si scontrarono nel 657 nella piana di Siffin. Le sorti di Muʿāwiya sembravano ormai compromesse, quando uno dei suoi uomini architettò un'astuzia che capovolse le sorti della battaglia. Muʿāwiya chiese un "arbitraggio" e ʿAlī fu costretto ad accettare dalle pressioni di una parte del suo esercito. La mattina seguente essi pretesero però che i combattimenti riprendessero e, al rifiuto del califfo, abbandonarono le sue file. Il loro nome di kharigiti (dalla radice araba <kh-r-j> "uscire"), ha fatto credere a molti che ciò indicasse il loro abbandono dei ranghi califfali, ma la più accreditata etimologia, motivata da Laura Veccia Vaglieri nel suo articolo "Sulla denominazione 'Khawārij'" ricorda la loro uscita dalla cittadina di Harura, dove essi si sarebbero riuniti per decidere la loro linea d'azione.
Quanti rimasero fedeli ad ʿAlī presero il nome di "alidi" e, un paio di secoli più tardi, quello di sciiti. I seguaci di Muʿāwiya, sempre due secoli più tardi, assunsero invece il nome di sunniti ("quelli della Sunna").

## Vecchiaia

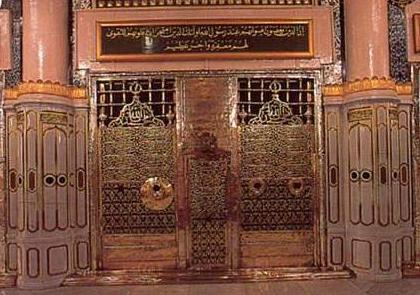
Un sacello fu posto per ʿĀʾisha accanto a quello di Maometto. La prima finestra da sinistra permette di osservarne il sacello (vuoto, perché il corpo è stato spostato al cimitero al-Baqīʿ al-Gharqad di Medina).

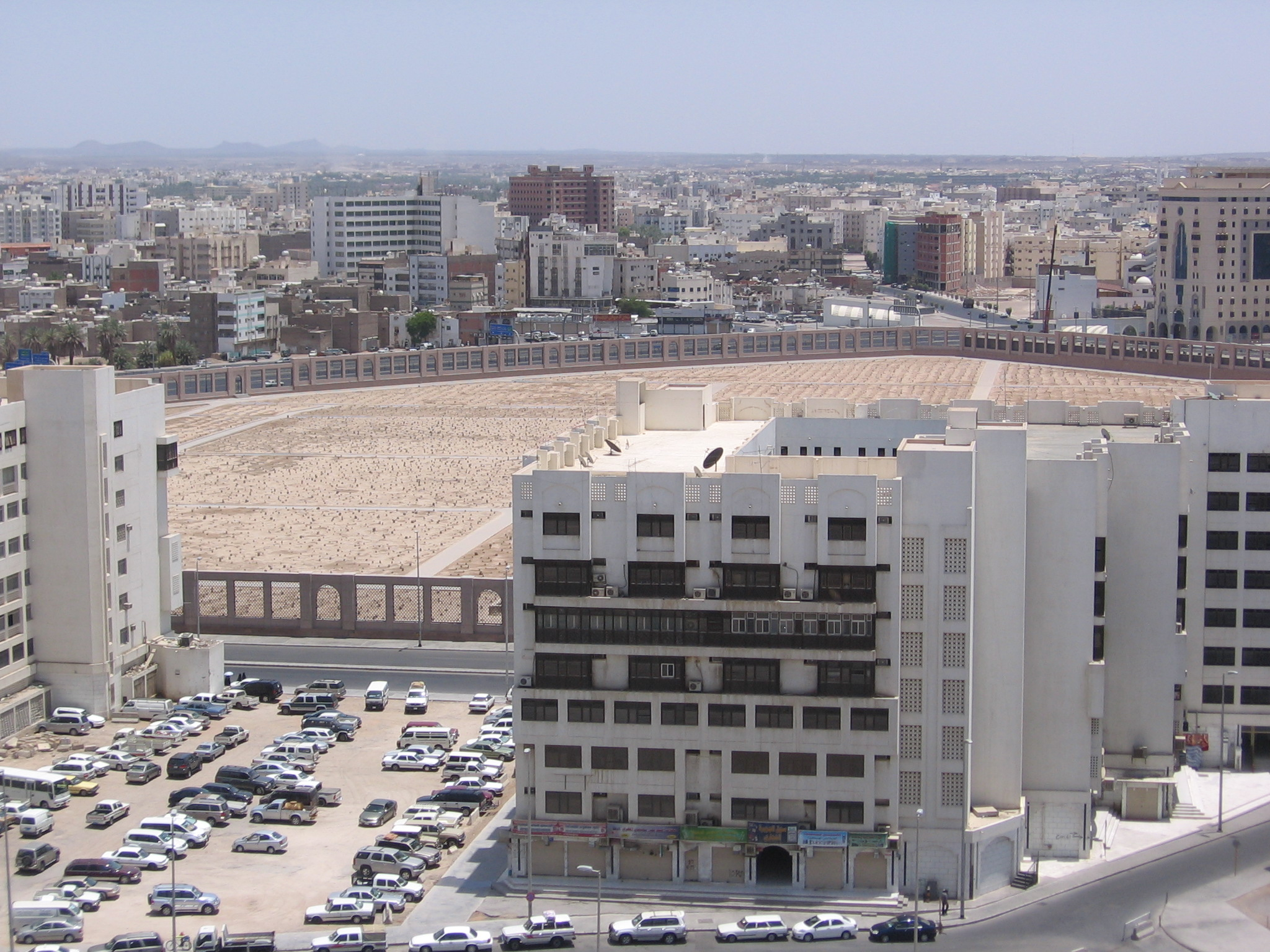
Attuale luogo di sepoltura di ʿĀʾisha, nel cimitero medinese di al-Baqīʿ al-Gharqad

Maometto morì a 62 anni, quando ʿĀʾisha avrebbe avuto, secondo la tradizione prevalente, 18 anni. Fu sepolto nella camera di ʿĀʾisha, all'interno della sua stanza, su cui fu eretta presto la Moschea del Profeta. Al momento della morte di ʿĀʾisha (che avrebbe avuto la medesima età del marito al momento della morte), un sacello fu posto accanto a quello del marito. Esso è però vuoto, essendo stato il corpo della moglie inumato nel cimitero medinese di al-Baqīʿ al-Gharqad.
Poiché ʿĀʾisha visse a lungo dopo il decesso di Maometto, ella divenne una figura di enorme rilievo per quanto riguarda la tradizione orale relativa alla vita privata del Profeta. Per la sua conoscenza, derivatale dalla frequentazione assidua del marito dal 622 in poi, ʿĀʾisha fu considerata un fondamentale punto di riferimento per le successive generazioni di musulmani. Suo tramite privilegiato fu il nipote ʿUrwa ibn al-Zubayr, che ascoltò dalla viva voce della zia quanto ella aveva memorizzato dei detti del marito.